# Club Manquehue
El Club Manquehue es un estadio multideportivo ubicado en la comuna de Vitacura, en Santiago de Chile. Es propiedad de la  Sociedad Anónima de Deportes Manquehue S.A y administrado por el Club Deportivo Manquehue. Es uno de los principales puntos de encuentro de la comunidad chilena de origen alemán en la ciudad de Santiago.

## Historia
El Club Manquehue fue fundado con el establecimiento de la Sociedad Anónima de Deportes Manquehue S.A el 1 de junio de 1948. La Sociedad fue concebida como una entidad sin fines de lucro en atención a los fines para los cuales fue creada. Las instalaciones físicas fueron establecidas en los terrenos de la chacra “Lo Garcés” ubicada en la comuna de Vitacura los cuales fueron cedidos por la Inmobiliaria Las Condes S.A. En este lugar fueron construidas poco a poco las instalaciones deportivas y sociales del club.

## Instalaciones
El estadio se emplaza en un predio de 12,22 hectáreas. Cuenta con una gran cantidad de instalaciones deportivas que se detallan a continuación:
- Pista de atletismo de 8 carriles con certificación de World Athletics
- Cancha de fútbol de césped sintético
- Canchas de faustball
- 2 Canchas de hockey césped reglamentarias
- Un complejo de 20 canchas de tenis y un court central para 2.000 espectadores
- Gimnasio para deportes indoor de 1.500 espectadores. Alberga las disciplinas de: básquetbol, voleibol, gimnasia, karate, esgrima y yoga.
- Canchas de voleibol playa
- Cánchas de padel
- Piscina semiolímpica de 25 metros
- Club House
- Restaurante